# アンリ2世 (ロレーヌ公)

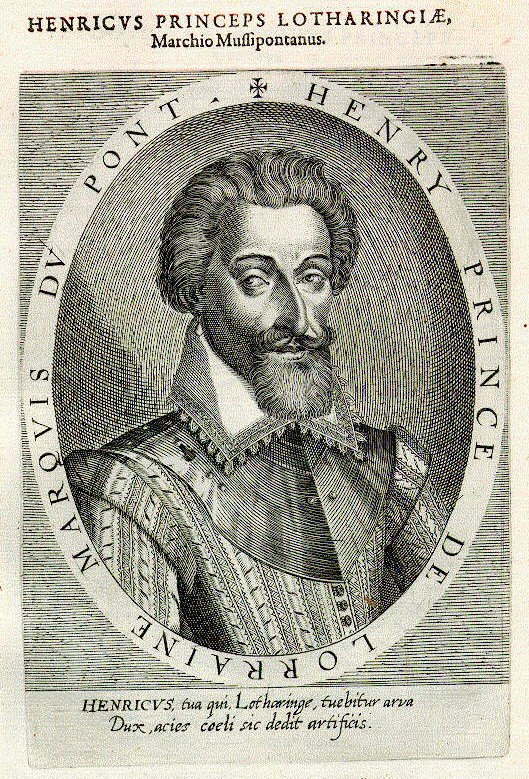
アンリ2世

アンリ2世（Henri II, 1563年11月8日 - 1624年7月31日）は、ロレーヌ公（在位：1608年 - 1624年）。ロレーヌ公シャルル3世とフランス王アンリ2世の娘クロードの子。ドイツ語名ではハインリヒ2世（Heinrich II.）。
最初にフランス王アンリ4世の妹カトリーヌ・ド・ブルボンと結婚したが、子をもうけないまま公位継承以前に死別した。
次いでマントヴァ公およびモンフェッラート公ヴィンチェンツォ1世の娘マルゲリータ・ゴンザーガと結婚し、生まれた2人の娘はいずれもロレーヌ公となる従兄弟たち（アンリの弟フランソワ2世の息子）と結婚した。
- ニコル（1608年 - 1657年）　シャルル4世と結婚
- クロード（1612年 - 1648年）　ニコラ2世と結婚

アンリの死後、ニコルとその夫シャルルの相続が複雑な問題となり、フランソワ2世が一時公位に就いた後、息子シャルルに譲位する形で決着させた。